# Eucalyptus odorata
Eucalyptus odorata là một loài thực vật có hoa trong Họ Đào kim nương. Loài này được Behr mô tả khoa học đầu tiên năm 1847.